# A República (Rio de Janeiro)
A República foi um periódico publicado no Rio de Janeiro à época da crise do Segundo Reinado.

## Histórico
Fundado por Salvador de Mendonça, em sua redação contavam-se os nomes dos cinquenta e sete membros dissidentes do Partido Liberal (apelidado de luzias), liderados por Quintino Bocaiuva, que trazia suas impressões colhidas em viagem aos Estados Unidos, e Joaquim Saldanha Marinho. Ambos haviam decidido formar um Clube Republicano no Rio de Janeiro em meados do ano de 1870 e, ao final daquele ano, fundam o jornal.
Em seu primeiro número, em 3 de dezembro de 1870, vinha a público o Manifesto Republicano, a partir do qual se oficializou o republicanismo no Brasil.
As ideias republicanas então divulgadas em suas páginas muitas vezes eram confusas e não raro eivadas de contradições, mas ainda assim encontravam eco na sociedade onde os anseios por mudanças no governo era crescente.
Considerado como um arauto da República, primeiro periódico a defender abertamente as ideias republicanas no país, em suas páginas colaboravam Aristides Lobo, Lafayette Coutinho, Pedro Soares de Meireles e Flávio Farnese, entre outros. Influenciou, nos anos seguintes, a criação do Partido Republicano Paulista, na então Província de São Paulo, e de diversos outros por todo o país.
A sede do jornal foi empastelada na noite de 23 para 24 de fevereiro de 1873, por praticantes de capoeira incitados por seus patrões, conservadores; capoeiristas e republicanos passaram então a se odiar.
O jornal circulou até 1888.